# (16217) Peterbroughton
(16217) Peterbroughton est un astéroïde de la ceinture principale.

## Description
(16217) Peterbroughton est un astéroïde de la ceinture principale. Il fut découvert le 28 février 2000 à Kitt Peak par le projet Spacewatch. Il présente une orbite caractérisée par un demi-grand axe de 2,56 UA, une excentricité de 0,21 et une inclinaison de 4,1° par rapport à l'écliptique.

## Compléments